# Michael Garey
Michael Randolph Garey es un informático teórico estadounidense, coautor (junto a David S. Johnson) del famoso libro de texto Computers and Intractability: A Guide to the Theory of NP-Completeness. Obtuvo su PhD en ciencias de la computación en 1970, en la Universidad de Wisconsin-Madison. En 1995 fue nombrado miembro de la Association for Computing Machinery (ACM).